# Fußball-Europameisterschaft der Frauen 1987/Finalrunde
Resultate der Finalrunde der Fußball-Europameisterschaft der Frauen 1987:

## Halbfinale

### Norwegen – Italien 2:0 (1:0)
| Norwegen                                       | Norwegen | Italien | Italien |
| ---------------------------------------------- | --- | --- | ------- |
| Norwegen                                       | \| 11. Juni 1987 in Oslo (Ullevaal-Stadion) \| \| Zuschauer: 5.154 \| \| Schiedsrichter: Eysteinn Guðmundsson ( Island) \| \| Spielbericht \|                                                                                      | \| 11. Juni 1987 in Oslo (Ullevaal-Stadion) \| \| Zuschauer: 5.154 \| \| Schiedsrichter: Eysteinn Guðmundsson ( Island) \| \| Spielbericht \|                                                                                             | Italien |
| Norwegen                                       | Janne Andreassen – Toril Hoch-Nielsen, Liv Strædet, Bjørg Storhaug, Mariann Mortensen, Ellen-Cathrine Scheel, Tone Haugen, Heidi Støre , Trude Stendal, Gunn Nyborg, Kari Nielsen (76. Lisbeth Bakken) Cheftrainer: Erling Hokstad | Roberta Russo • Paola Bonato, Tiziana D’Orio, Maura Furlotti, Feriana Ferraguzzi, Antonella Carta, Maria Mariotti, Marisa Perin, Sandra Pierrazzuoli (53. Viviana Bontacchio), Ida Golin, Elisabetta Vignotto Cheftrainer: Ettore Recagni | Italien |
| Norwegen                                       | 1:0 Trude Stendal (40.) 2:0 Heidi Støre (78.) | | Italien |
| 11. Juni 1987 in Oslo (Ullevaal-Stadion)       | | |         |
| Zuschauer: 5.154                               | | |         |
| Schiedsrichter: Eysteinn Guðmundsson ( Island) | | |         |
| Spielbericht                                   | | |         |

### Schweden – England 3:2 n.V. (2:2, 1:1)
| Schweden                                    | Schweden | England | England |
| ------------------------------------------- | --- | --- | ------- |
| Schweden                                    | \| 11. Juni 1987 in Moss (Melløs-Stadion) \| \| Zuschauer: 300 \| \| Schiedsrichter: Michał Listkiewicz ( Polen) \| \| Spielbericht \| | \| 11. Juni 1987 in Moss (Melløs-Stadion) \| \| Zuschauer: 300 \| \| Schiedsrichter: Michał Listkiewicz ( Polen) \| \| Spielbericht \|                                                                                                  | England |
| Schweden                                    | Elisabeth Leidinge • Karin Åhman-Svensson, Anette Börjesson , Anette Nicklasson, Gunilla Axén, Anna Svenjeby (80. Marie Karlsson), Eva Andersson, Helena Carlsson, Eleonor Hultin (47. Helene Johansson), Pia Sundhage, Lena Videkull Cheftrainer: Ulf Lyfors | Theresa Wiseman • Brenda Sempare, Linda Curl (5. Jane Stanley, 41. Hope Powell), Sue Law, Angela Gallimore, Kerry Davis, Gillian Coultard, Marieanne Spacey, Deborah Bampton , Jackie Sherrard, Jackie Slack Cheftrainer: Martin Reagan | England |
| Schweden                                    | 1:1 Anette Börjesson (2.) 2:2 Gunilla Axén (90.) 3:2 Gunilla Axén (100.) | 0:1 Kerry Davis (1.) 1:2 Linda Curl (89.) | England |
| Schweden                                    | Anette Börjesson | | England |
| 11. Juni 1987 in Moss (Melløs-Stadion)      | | |         |
| Zuschauer: 300                              | | |         |
| Schiedsrichter: Michał Listkiewicz ( Polen) | | |         |
| Spielbericht                                | | |         |

## Spiel um Platz 3

### England – Italien 1:2 (1:1)
| England                                       | England | Italien | Italien |
| --------------------------------------------- | --- | --- | ------- |
| England                                       | \| 13. Juni 1987 in Drammen (Marienlyst-Stadion) \| \| Zuschauer: 504 \| \| Schiedsrichter: Peter Mikkelsen ( Dänemark) \| \| Spielbericht \|                                                                          | \| 13. Juni 1987 in Drammen (Marienlyst-Stadion) \| \| Zuschauer: 504 \| \| Schiedsrichter: Peter Mikkelsen ( Dänemark) \| \| Spielbericht \| | Italien |
| England                                       | Theresa Wiseman • Brenda Sempare, Sue Law, Deborah Bampton, Kerry Davis, Angela Gallimore, Jackie Sherrard, Hope Powell (69. Linda Curl), Gillian Coultard, Marieanne Spacey, Lorraine Hunt Cheftrainer: Martin Reagan | Roberta Russo • Paola Bonato, Marina Cordenons, Maura Furlotti, Feriana Ferraguzzi (45. Frigerio), Antonella Carta, Maria Mariotti, Marisa Perin, Ida Golin (72. Sandra Pierrazzuoli), Carolina Morace, Elisabetta Vignotto Cheftrainer: Ettore Recagni | Italien |
| England                                       | 1:0 Kerry Davis (11.) | 1:1 Carolina Morace (36.) 1:2 Elisabetta Vignotto (45.) | Italien |
| 13. Juni 1987 in Drammen (Marienlyst-Stadion) | | |         |
| Zuschauer: 504                                | | |         |
| Schiedsrichter: Peter Mikkelsen ( Dänemark)   | | |         |
| Spielbericht                                  | | |         |

## Finale

### Norwegen – Schweden 2:1 (1:0)
| Norwegen                                 | Norwegen | Schweden | Schweden |
| ---------------------------------------- | --- | --- | -------- |
| Norwegen                                 | \| 14. Juni 1987 in Oslo (Ullevaal-Stadion) \| \| Zuschauer: 8.470 \| \| Schiedsrichter: Eero Aho ( Finnland) \| \| Spielbericht \|                                                                                                | \| 14. Juni 1987 in Oslo (Ullevaal-Stadion) \| \| Zuschauer: 8.470 \| \| Schiedsrichter: Eero Aho ( Finnland) \| \| Spielbericht \| | Schweden |
| Norwegen                                 | Janne Andreassen • Toril Hoch-Nielsen, Liv Strædet, Bjørg Storhaug, Mariann Mortensen, Ellen-Cathrine Scheel, Tone Haugen, Heidi Støre , Trude Stendal, Gunn Nyborg, Kari Nielsen (79. Lisbeth Bakken) Cheftrainer: Erling Hokstad | Elisabeth Leidinge • Lena Videkull, Gunilla Axén, Eva Andersson, Anna Svenjeby, Pia Sundhage, Anette Nicklasson, Karin Åhman-Svensson, Anette Börjesson , Helena Carlsson (41. Marie Karlsson), Helene Johansson (65. Anneli Andelén) Cheftrainer: Ulf Lyfors | Schweden |
| Norwegen                                 | 1:0 Trude Stendal (28.) 2:0 Trude Stendal (72.) | 2:1 Lena Videkull (73.) | Schweden |
| 14. Juni 1987 in Oslo (Ullevaal-Stadion) | | |          |
| Zuschauer: 8.470                         | | |          |
| Schiedsrichter: Eero Aho ( Finnland)     | | |          |
| Spielbericht                             | | |          |